# Huara (araña)
Huara es un género de arañas araneomorfas pertenecientes a la familia Amphinectidae. Se encuentra en Nueva Zelanda.

## Especies
Según The World Spider Catalog 12.0:
- Huara antarctica (Berland, 1931)
- Huara chapmanae Forster & Wilton, 1973
- Huara decorata Forster & Wilton, 1973
- Huara dolosa Forster & Wilton, 1973
- Huara grossa Forster, 1964
- Huara hastata Forster & Wilton, 1973
- Huara inflata Forster & Wilton, 1973
- Huara kikkawa Forster & Wilton, 1973
- Huara marplesi Forster & Wilton, 1973
- Huara mura Forster & Wilton, 1973
- Huara ovalis (Hogg, 1909)
- Huara pudica Forster & Wilton, 1973